# Meier Hirsch
Meier Hirsch (também Meyer Hirsch; Friesack, 1765 ou 1770 – Berlim, 11 de fevereiro de 1851) foi um matemático alemão.
Foi professor de Wilhelm von Humboldt e Alexander von Humboldt.
Meier Hirsch morreu em 1851 em Berlim. Foi sepultado no Cemitério Judaico de Berlim-Mitte, mas sua sepultura não foi preservada.

## Obras
- Sammlung von Beispielen, Formeln und Aufgaben aus der Buchstabenrechnung und Algebra, 1804, (18. Auflage 1881) 8. Auflage.
- Sammlung geometrischer Aufgaben, 2 Teile, 1805/07 Teil 1, Teil 2.
- Sammlung von Aufgaben aus der Theorie der algebraischen Gleichungen, 1809, Teil 1, Teil 2.
- Integraltafeln oder Sammlung von Integralformeln, 1810, Digitalisat.
- Sammlung von Beispielen, Formeln und Aufgaben aus der Buchstabenrechnung und Algebra. 2., verb. u. verm. Aufl., Braunes, Berlin 1811 Digitalisat.
- Meyer Hirsch, Integraltafeln oder Sammlung von Integralformeln (Duncker und Humblot, Berlin, 1810) (Englische Übersetzung: Meyer Hirsch, Integral Tables Or A Collection of Integral Formulae (Baynes and son, London, 1823)).